# Algassimou Baldé
Algassimou Baldé est un footballeur international guinéen né le 11 octobre 1984 à Thiès, au Sénégal. Actuellement en National 3 avec le FC Gobelins, il évolue au poste de milieu offensif.